# 红花婆罗门参
红花婆罗门参（学名：Tragopogon ruber）为菊科婆罗门参属的植物。分布在俄罗斯、哈萨克斯坦以及中国大陆的新疆等地，生长于海拔450米至1,200米的地区，常生于山前平原、山地、戈壁和沙丘，目前尚未由人工引种栽培。